# Boyd Head
Das Boyd Head ist eine bis zu 1000 m hohe Landspitze mit Felsvorsprüngen an der Walgreen-Küste des westantarktischen Marie-Byrd-Lands. Sie liegt unmittelbar östlich der Einmündung des Vane-Gletschers in das Crosson-Schelfeis.
Der United States Geological Survey kartierte sie anhand eigener Vermessungen und Luftaufnahmen der United States Navy aus den Jahren von 1959 bis 1966. Das Advisory Committee on Antarctic Names benannte sie 1976 nach Captain Hugh F. Boyd III., Bauprojektsoffzier bei den Operation Deep Freeze der Jahre 1972 und 1973.